# Ensis magnus
Espèce
Synonymes
- Cultellus magnus Schumacher, 1817[1]

Ensis magnus, communément appelé le Couteau arqué, est une espèce de mollusques bivalves de la famille des Pharidae.
Valve droite et gauche du même spécimen:

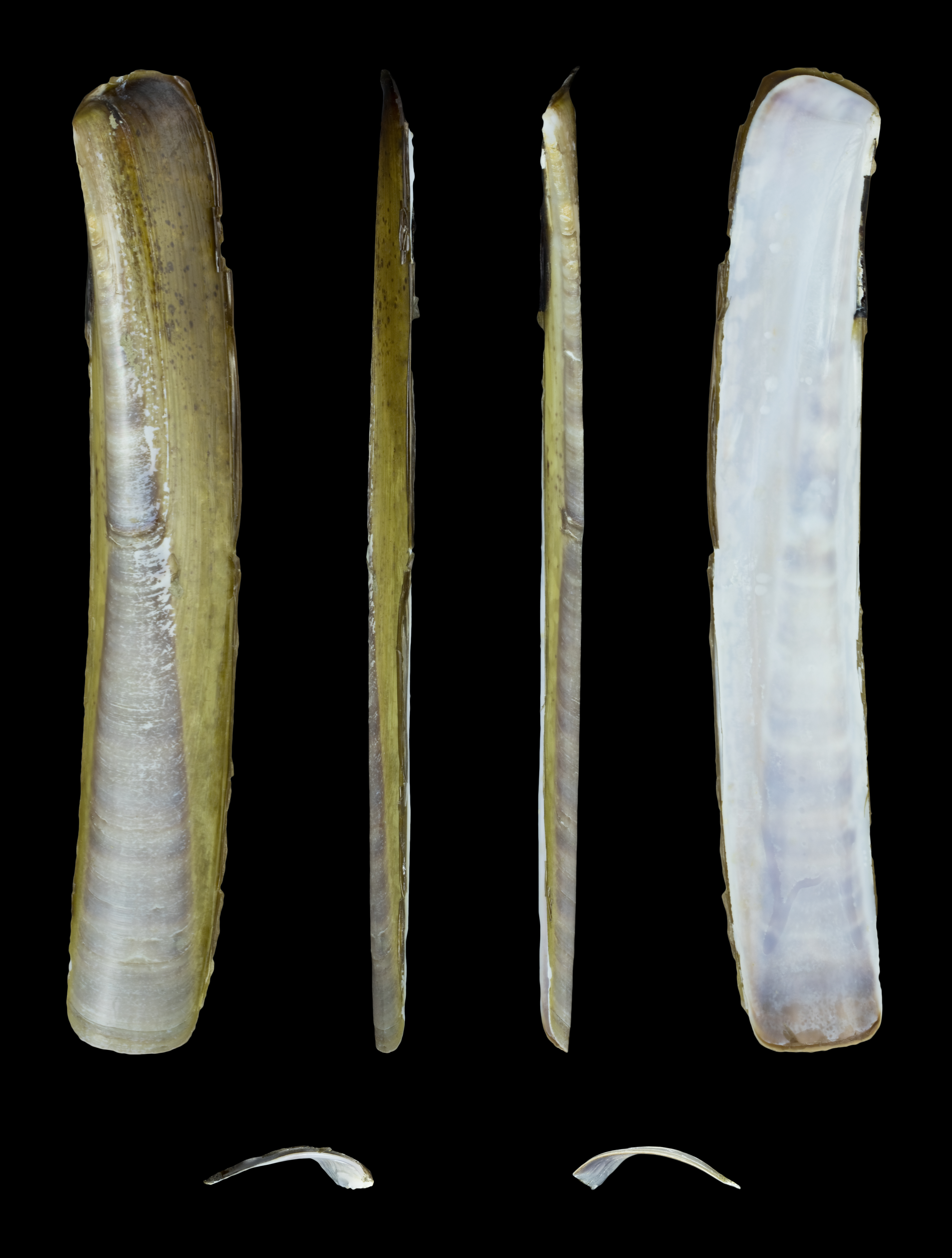
Valve droite
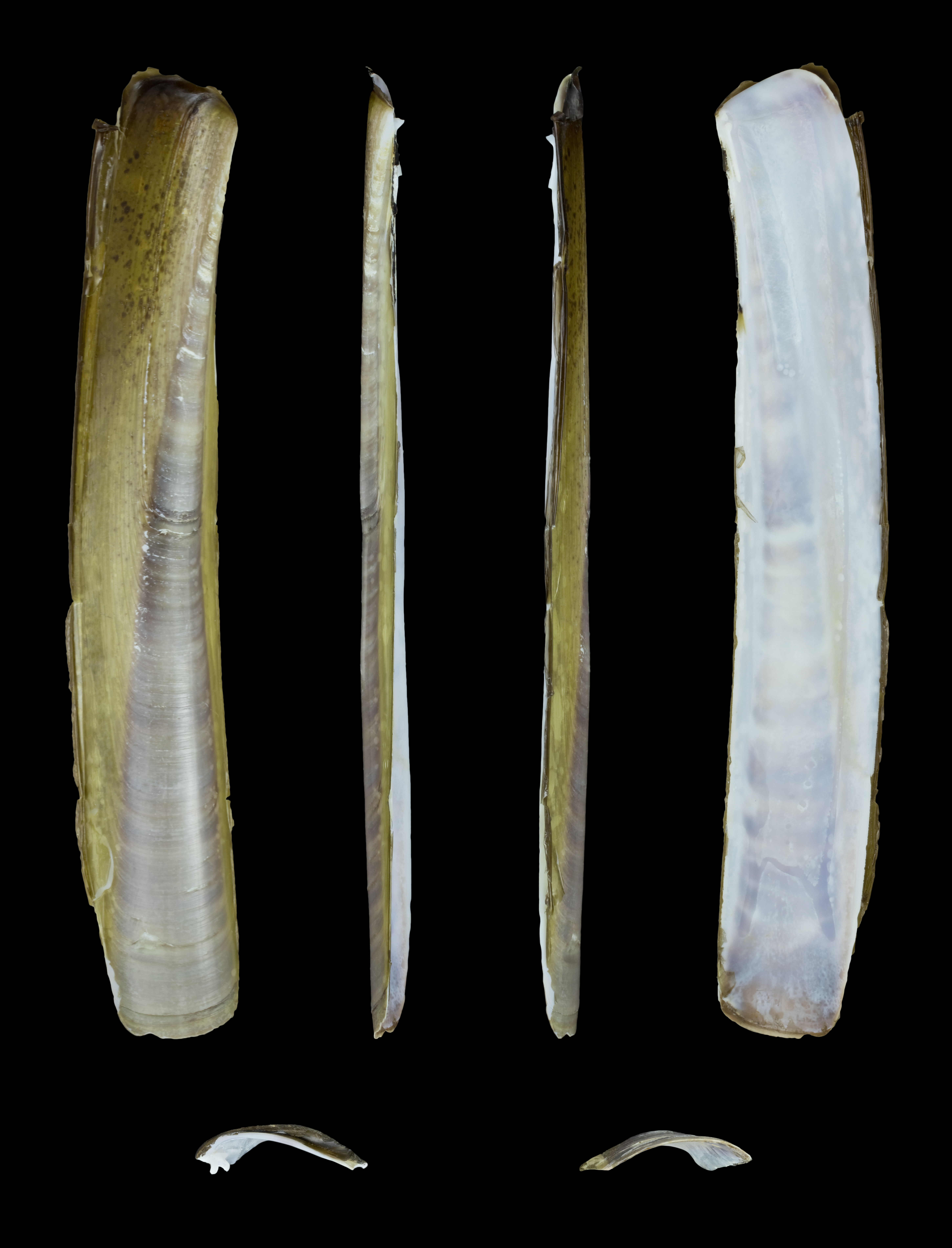
Valve gauche